# Damage (filme de 1992)
Damage (Brasil: Perdas e Danos / Portugal: Relações Proibidas) é um filme britânico-francês de 1992 dirigido por Louis Malle.
Stephen Flemming (Jeremy Irons) é um político conservador do alto parlamento inglês que acaba se envolvendo com a noiva do filho. Ela não está disposta a abandonar o seu relacionamento com o futuro marido, e ele não quer um escândalo na sua carreira, mas apesar disso os dois continuam a se encontrar e Flemming até muda seus horários para poder ver Anna (Juliette Binoche). Eles têm noção de que a relação deles dois pode abalar a vida das pessoas que amam, mas não conseguem se desligar, sendo movidos pela forte atração sexual que um exerce no outro.
O roteiro, de David Hare, é baseado no romance de Josephine Hart.
Nos papéis principais, Juliette Binoche e Jeremy Irons.